# Positiva Klubben
Positiva Klubben var ett underhållningsprogram med Lasse Berghagen som värd. Ramen för det hela var ett sommarstängt hotell. Där öppnade Berghagen en klubb för artister som han döpte till Positiva Klubben. Artistkollegor kom dit för att repetera under lugna och avspända former. Bland de medverkande fanns bland andra Lill-Babs, sånggruppen Crème Fraiche och musikalartisten Richard Carlsohn. Bert-Åke Varg och Mille Schmidt assisterade Lasse i varje program.
Positiva Klubben sändes i SVT 2 under tre fredagar sommaren 1984.